# Moyeuvre-Grande
Moyeuvre-Grande település Franciaországban, Moselle megyében. Lakosainak száma 7320 fő (2022. január 1.). Moyeuvre-Grande Avril, Jœuf, Amnéville, Montois-la-Montagne, Moyeuvre-Petite, Ranguevaux, Rombas, Rosselange és Val de Briey községekkel határos.

## Népesség
A település népességének változása:
| Lakosok száma | 14 568 | 10 287 | 9203 | 8264 | 7907 | 7766 | 7823 | 7506 | 7349 | 7320 |
|               | 1968   | 1982   | 1990 | 2006 | 2013 | 2015 | 2017 | 2019 | 2020 | 2022 |